# Noccaea viridisepala
Noccaea viridisepala är en korsblommig växtart som först beskrevs av Josef Podpěra, och fick sitt nu gällande namn av Friedrich Karl Meyer. Noccaea viridisepala ingår i släktet backskärvfrön, och familjen korsblommiga växter. Inga underarter finns listade i Catalogue of Life.